# 阿拉米纳
阿拉米纳是巴西圣保罗州的一个市镇。总面积202704平方公里，总人口5280人，人口密度0人/平方公里。